# 9851 Сакамото
9851 Сакамото (9851 Sakamoto) — астероїд головного поясу, відкритий 24 жовтня 1990 року.
Тіссеранів параметр щодо Юпітера — 3,336.
Названо на честь Сакамото (яп. さかもと(坂元) сакамото).